# Piona carnea
Piona carnea är en kvalsterart som först beskrevs av Koch 1836.  Piona carnea ingår i släktet Piona och familjen Pionidae. Inga underarter finns listade i Catalogue of Life.